# Шляхетська ґавенда
Шляхетська ґавенда (пол. gawęda) — це специфічний жанр, який знайшов відображення тільки у польській літературі, де розповідається про правдиві, цікаві події з поточного життя в вигляді епічного твору, наслідує форму усних розповідей, з'явившись певним чином в традиційній культурі польської шляхти.
Жанр ґавенди безпосередньо пов'язаний з ідеалами та цінностями, які належать до спадщини романтизму, адже її народження та найбільший розквіт припадають саме на пізній період цього руху в літературі, так само як історична ситуація в Польщі особливо 20-х і 30-х років ХІХ ст. Це був час обміну поколінь. Покоління, що пам'ятало Річ Посполиту до її розділення вже відходило, а її місце займали молоді поляки. Також своєю появою жанр завдячує сарматській культурі, в якій усне слово мало набагато більше значення ніж написане. Історії найкращих місцевих ґавендярів надзвичайно цінувались серед різних верств суспільства.
Ґавенду можна розпізнати через постать оповідача. Зазвичай це типовий шляхтич старої школи, свідок минулого Речі Посполитої з середини XVII і початку XIX століття, який був живим уособленням її давньої культури. Розповідає або переповідає про події, які колись відбувалися, про побут шляхтичів, їх звичаї та культуру сарматизму.
Мовний стиль ґавенди наближений до повсякденного живого мовлення, простої тогочасної говірки з емоційно забарвленими словами, тобто, вживались діалектизми, жаргонізми, вульгаризми, професіоналізми. Ґавенді властива відсутність композиційної стрункості, відступи від основного тематичного стрижня, вільне впровадження щораз нових сюжетних мотивів, повторення та риторичні звернення. Цей жанр переважно прозовий, але бувають і вірші. Саме в шляхетському середовищі функціонували усні оповідання після полювання, під час товариської бесіди, за бенкетним столом, тощо.
У систему польських літературних жанрів ґавенду ввели романтики. Перші кроки у цьому напрямку зробив Адам Міцкевич у своїй творчості, де він інколи вживав макаронічну мову та створював персонажів притаманних цьому жанру. Ознаки ґавенди очевидні теж у певних фрагментах поеми «Пан Тадеуш», а дехто навіть вважав її першою шляхетською ґавендою. Проте мало відомо, що саме Міцкевич восени 1830 року, під час перебування у Римі підштовхнув Генрика Жевуського до написання циклу ґавенд «Щоденнки Сопліци», які згодом стала шедевром та взірцем шляхетської ґавенди.